# دلفين (أسطورة)
الدُّلفين (بالإنجليزية: Dolphin)‏ حيوان ثديي شبيه بالحوت لكنه أصغر منه، وهو يقتات على الأسماك في المقام الأول، ومعروف بذكائه ومرحه وصداقته للإنسان في معظم أساطير العالم، وتروي إحدى الأساطير اليونانية أن أريون Arion، الشاعر اليوناني في القرن السادس قبل الميلاد قد سافر للاشتراك في إحدى المسابقات، ونال الكثير من الجوائز الذهبية، والمكافآت المالية، لكنه في عودته إلى وطنه تآمر عليه لصوص السفينة لسرقته، فألقوه في البحر، غير أن الدُّلفين أنقذه وأعاده سالما إلى بلاده، فحاكم الملك اللصوص وأعدمهم.
وفي قصة مماثلة تروى أسطورة ثانية أن تليماخوس ابن أوليس (أوديسيوس) بطل الأوديسة، أنقذه الدُّلفين أو مجموعة منها بعد أن كاد يغرق - واعترافا بالجميل فقد نحت أوديسيوس اسم الدُّلفين على خاتم، كما زين درعه بصورة للدُلفين. وكان الإمبراطور الرومانی نینوس Titus يضع صورة الدُّلفين على مرساة السفينة لتدل على السرعة والثقل في آن واحد. ولقد نحت كثير من الرسامين والنحاتين المسيحيين الأول صورة الدُّلفين وهو يلتهم يونان (يونس) على اعتبار أنه يشبه الحوت.